# 가네이 다이키
가네이 다이키(일본어: 金井 大樹, 1987년 12월 8일 ~ )는 일본의 전 축구 선수이다.

## 구단 경력
과거 알비렉스 니가타, 카탈레 도야마, 로아소 구마모토, 오이타 트리니타에서 활동하였다.